# 維利亞河

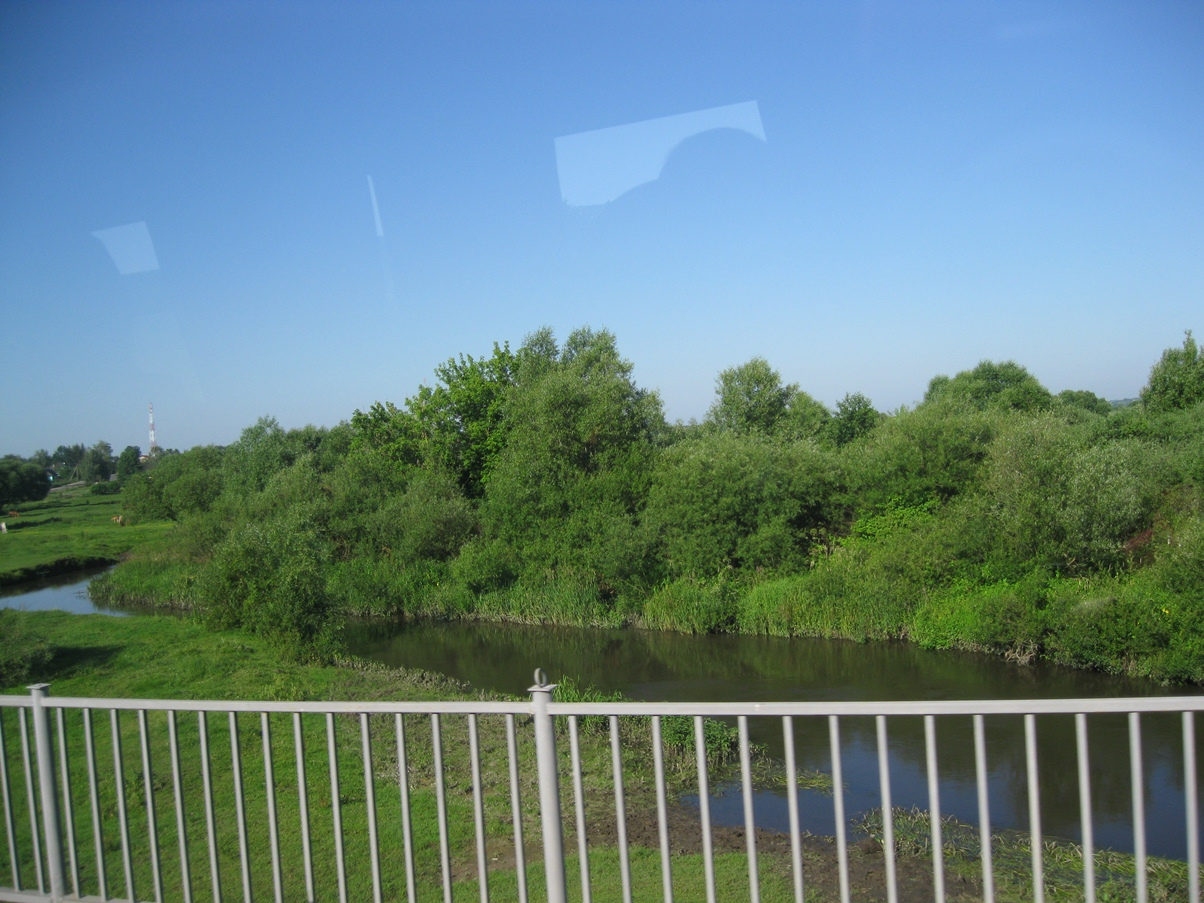

維利亞河（羅馬化：Viliia）是烏克蘭的河流，位於該國西部，屬於戈倫河的左支流，流經捷爾諾波爾州、羅夫諾州和赫梅利尼茨基州，河流全長77公里，流域面積1,815平方公里。